# Nõmpa
Nõmpa (Duits: Nempa) is een plaats in de Estlandse gemeente Saaremaa, provincie Saaremaa. De plaats heeft de status van dorp (Estisch: küla) en telt 22 inwoners (2021).
Tot in december 2014 behoorde Nõmpa tot de gemeente Kärla, daarna tot in oktober 2017 tot de gemeente Lääne-Saare en sindsdien tot de fusiegemeente Saaremaa.
Nõmpa ligt ten noordoosten van het meer Karujärv.

## Geschiedenis
Op het grondgebied van Nõmpa liggen de resten van een fort dat tussen de 9e en de 13e eeuw in gebruik is geweest. Het fort wordt Kärla Lihulinn genoemd, naar Kärla, de dichtstbijzijnde grotere plaats. Met een oppervlakte van 1,8 ha was dit het grootste fort van het eiland Saaremaa.
De plaats werd voor het eerst genoemd in 1570 onder de naam Nempe. Omstreeks dezelfde tijd ontstond een landgoed Nõmpa. In de 18e eeuw viel het landgoed uiteen in drie delen: Vana-Nõmpa (Duits: Alt-Nempa), Liiva-Nõmpa (Duits: Neu-Nempa of Sand-Nempa) en Mäe-Nõmpa (Duits: Hoch-Nempa of Berg-Nempa). Liiva-Nõmpa en Vana-Nõmpa werden in 1823 bij het landgoed van Kudjape gevoegd. Alleen het landgoed Mäe-Nõmpa en het dorp Nõmpa haalden de 20e eeuw.
Ten westen van Nõmpa lag sinds 1731 een dorp Oremäe, dat na 1940 verdwenen was.